# Матекане (аэродром)
Аэродром Матекане (англ. Matekane Air Strip) — аэропорт в Королевстве Лесото (Южная Африка), с длиной полосы 400 метров, которая заканчивается на краю 600-метровой пропасти. При проектировке аэропорта предполагалось, что взлетающий самолёт должен совершать свободное падение для набора необходимой полётной скорости.
По данным СМИ, входит в число самых опасных аэропортов (взлётно-посадочных полос) мира.
В 2009 году в целях безопасности аэропорт был закрыт для местных и международных авиаперевозок, но продолжает использоваться для частных рейсов малой авиацией, в том числе благотворительными организациями и врачами для оказания помощи жителям деревень, находящимся в этом районе. Аэропорт принадлежит африканской группе компаний Matekane Group of Companies, предоставляющей также услуги по местным авиаперевозкам.